# Salikoko Mufwene
Salikoko S. Mufwene (ur. 1 listopada 1947 w Mbaya-Lareme) – kongijski językoznawca. Prowadzi szeroko zakrojone badania w zakresie języków kreolskich, zwłaszcza gullah i jamajskiego. Zajmuje się także strukturą morfosyntaktyczną języków bantu, w szczególności języków kituba, lingala i kiyansi (ostatni z nich jest jego mową ojczystą) oraz angielszczyzną afroamerykańską. Jego dorobek obejmuje także szereg artykułów i rozdziałów na temat ewolucji języka. Doktorat z językoznawstwa uzyskał w 1979 r. na Uniwersytecie Chicagowskim.
Mufwene jest redaktorem serii wydawniczej Cambridge Approaches to Language Contact, przedstawiającej rozmaite spojrzenia na zjawiska kontaktu językowego, pidżynizacji, kreolizacji, ewolucji i zmienności języka oraz bilingwizmu.

## Wybrana twórczość
- Salikoko Mufwene, Sanford Steever, Carol Walker: Papers from the Twelfth Regional Meeting of the Chicago Linguistic Society. Chicago Linguistic Society, 1976. Brak numerów stron w książce
- Salikoko Mufwene, John Rickford, Guy Bailey, John Baugh: African-American English. Londyn: Routledge, 1998. ISBN 0-415-11732-1. Brak numerów stron w książce
- Salikoko Mufwene: The ecology of language evolution. Cambridge: Cambridge University Press, 2001. ISBN 0-511-01934-3. Brak numerów stron w książce
- Salikoko Mufwene: Language Evolution: Contact, Competition and Change. Continuum International Publishing Group, 2008. ISBN 0-8264-9370-X. Brak numerów stron w książce